# Mahl der Arbeit
Das Mahl der Arbeit (MdA) ist eine jährliche Feierlichkeit, die erstmals 1954 in Bremen stattfand und seitdem in der Oberen Rathaushalle des Bremer Rathauses abgehalten wird. Der Zweck dieses Festes besteht darin, die Errungenschaften und den Wert der Arbeit zu würdigen und zu feiern. Heute wird das Fest von Gewerkschaften, angehörigen Betriebs- und Personalräten sowie politischen Organisationen genutzt, um ihre Anliegen und Forderungen in Bezug auf Arbeitnehmerrechte und soziale Gerechtigkeit zu präsentieren.

## Geschichte
Das Mahl der Arbeit findet jährlich kurz vor dem 1. Mai statt und wurde als Gegenpol zum Schaffermahl der Bremer Kaufmannschaft veranstaltet. Während das Schaffermahl eine lange Tradition hat und von der Elite gefeiert wird, sollte das Mahl der Arbeit das Selbstbewusstsein der Arbeitnehmerschaft und die besondere Stellung der Gewerkschaften deutlich machen. Daher war es wichtig, dass die Veranstaltung im gleichen Raum wie das Schaffermahl stattfindet, um die Gleichberechtigung zwischen den beiden Veranstaltungen zu betonen. Ein großer Unterschied zum Schaffermahl war von Anfang an, dass Frauen vertreten waren. Während das Schaffermahl ein Männerbund ist, war das Mahl der Arbeit von Anfang an für Männer und Frauen offen. Die Anzahl der teilnehmenden Frauen war 1954 zwar noch überschaubar, aber im Laufe der Zeit waren immer mehr Frauen vertreten. Die Teilnehmerzahl liegt bei etwa 200 bis 250 Gästen.
Die Idee hinter dem Mahl der Arbeit war, dass sich Gewerkschafter, Arbeiter und Politiker bei einem gemeinsamen Essen und in einer informellen Atmosphäre treffen, um sich gegenseitig kennenzulernen und sich zu vernetzen. Dabei ist es wichtig, dass die geladenen Gäste bestimmte Grundüberzeugungen teilen, wie zum Beispiel die Vorstellung, dass soziale Gerechtigkeit in einer Gesellschaft vorherrschen sollte. Das Mahl der Arbeit war also von Anfang an mehr als nur eine symbolische Geste – es war auch ein Ort des Austauschs und der Vernetzung.

## Ablauf
Zunächst erfolgt die Begrüßung durch den Bremer DGB-Vorsitzenden. Die Begrüßung beinhaltet traditionell neben einer Begrüßung der Gäste auch die Erläuterung des aktuellen Mai-Mottos und die Bewertung aktueller Bremer Themen aus der Perspektive der Arbeitnehmer. Im Anschluss daran gibt es traditionell einen Gruß des Präsidenten oder der Präsidentin der bremischen Bürgerschaft. Daraufhin spricht der Festredner. Hierbei handelt es sich meist um Politiker oder Vertreter der Gewerkschaften, die zu den zentralen Themen der Veranstaltung sprechen und ihre Sicht auf die Situation der Arbeitnehmer darlegen. Zu den Festrednern gehörten z. B. Helmut Schmidt, Hans Apel, Ilse Brusis, Heinz Oskar Vetter und Joschka Fischer. Ab den 1980er Jahren wurden zunehmend auch Wissenschaftler eingeladen, um ihre Sicht auf die Situation der Arbeitnehmer und Gewerkschaften darzulegen.
Nach den Reden wird das Essen serviert. Es wird traditionell jedes Jahr Labskaus serviert, ein Gericht aus gepökeltem Rindfleisch, Kartoffeln, Rote Bete und Zwiebeln, das oft mit Spiegelei und Rollmops serviert wird. Das Labskaus war früher ein preiswertes Gericht der Seefahrer und Hafenarbeiter und hat seinen Weg in die Bremer Arbeiterküche gefunden. Heute wird es beim Mahl der Arbeit als traditionelle Speise serviert und ist ein wichtiger Bestandteil des Festes.

## Thematische Schwerpunkte
1950er Jahre
Das Mahl der Arbeit (MdA) in den 1950er Jahren widmete sich vor allem wirtschaftlichen Fragestellungen. Die Teilnehmer des MdA forderten Maßnahmen zur Verbesserung der wirtschaftlichen Lage, insbesondere eine stärkere Auftragspolitik seitens der öffentlichen Hand, um die Konjunktur anzukurbeln.
Auch Arbeitsmarkt- und Arbeitszeitthemen standen im Fokus dieser Zeit. Auf dem MdA wurde die Forderung nach einer 40-Stunden-Woche erhoben, um die Arbeitsbedingungen der Arbeitnehmer zu verbessern. Ein weiteres dringendes Thema war die hohe Arbeitslosigkeit. Es wurde argumentiert, dass Arbeiter alle 20 Tage etwa 26,3 Überstunden leisten mussten. Anstatt die Arbeitnehmer mit Überstunden zu belasten, wurde die Einstellung neuer Arbeitskräfte vorgeschlagen, um einerseits der Arbeitslosigkeit entgegenzuwirken und anderseits bessere Arbeitsbedingungen für die Arbeitnehmer zu schaffen.
1960er Jahre
Das Mahl der Arbeit in den 1960er Jahren widmete sich verschiedenen wichtigen Themen, die die Arbeitswelt und die Gesellschaft prägten. Ein zentrales Anliegen war die Mitbestimmung der Arbeitnehmer. Es wurde gefordert, dass Arbeitnehmer im Aufsichtsrat der Unter-nehmen vertreten sein sollten, um ihre Interessen wirksam vertreten zu können. Ein weiteres bedeutendes Thema war der Fachkräftemangel. Dieser wurde neben dem steigenden Preisniveau und den Exportüberschüssen als Ursache für die überspannte Konjunktur gesehen und galt als ein zu überwindendes Problem.
Die Ausbildungspolitik war ebenfalls ein relevantes Thema beim Mahl der Arbeit in den 1960er Jahren. Der Deutsche Gewerkschaftsbund (DGB) schlug eine Verbindung zwischen Ausbildungspolitik und Mitbestimmung vor. Es wurde gefordert, dass Schüler und Studenten Mitbestimmungsrechte bei Fragen der Ausbildungspolitik erhalten sollten, um ihre Interessen angemessen vertreten zu können.
1970er Jahre
In den 1970er Jahren richtete sich das Augenmerk beim Mahl der Arbeit verstärkt auf die Ver-träge der Europäischen Union (damals Europäische Gemeinschaft, EG). Es wurde kritisiert, dass der EG-Vertrag keine klaren Richtlinien für die Sozialpolitik enthielt. Es wurde bemängelt, dass Unternehmen die Möglichkeit hatten, über Staatsgrenzen hinweg zu operieren, während den Gewerkschaften dieses Recht verwehrt wurde. Es wurde die Forderung nach europaweiten Regelungen für das Arbeitsrecht und die Berufsausbildung erhoben, um gleiche Bedingungen und Rechte für Arbeitnehmer in der gesamten Europäischen Gemeinschaft zu gewährleisten.
Auch die Arbeitsbedingungen und die Situation auf dem Arbeitsmarkt waren in den 1970er Jahren intensiv diskutierte Themen auf dem Mahl der Arbeit. Es wurden Forderungen nach humaneren Arbeitsbedingungen und arbeitsmarktbezogenen Strategien laut, um die Arbeitswelt für die Arbeitnehmerinnen und Arbeitnehmer fairer und gerechter zu gestalten. Die hohen Arbeitslosenzahlen wurden verurteilt und es wurden Maßnahmen gefordert, um die Beschäftigungssituation zu verbessern.
1980er Jahre
In den 1980er Jahren standen beim Mahl der Arbeit die Themen Arbeitsbedingungen und Arbeitslosigkeit im Fokus. Es wurden verschiedene Argumente und Ansätze diskutiert, um diese Herausforderungen anzugehen.
Ein zentrales Argument war, dass Wirtschaftswachstum zur Schaffung von Arbeitsplätzen beiträgt. Es wurde betont, dass eine florierende Wirtschaft mehr Beschäftigungsmöglichkeiten schafft und somit die Arbeitslosigkeit reduziert werden kann. Des Weiteren wurde die gezielte Förderung unterqualifizierter Jugendlicher, behinderter und älterer Arbeitnehmer als wichtige Maßnahme diskutiert. Es wurde erkannt, dass diese Gruppen oft mit besonderen Herausforderungen auf dem Arbeitsmarkt konfrontiert sind und gezielte Unterstützung benötigen, um ihre Beschäftigungschancen zu verbessern.
Die Forderung nach Arbeitszeitverkürzung war ein Thema. Es wurde argumentiert, dass der Arbeitsmarkt allein nicht in der Lage ist, die große Anzahl von Arbeitnehmern zu beschäftigen. Daher wurde betont, dass der Staat die Schaffung neuer Arbeitsplätze fördern sollte, um die Arbeitszeit für die Beschäftigten zu verkürzen und somit die Arbeitslosigkeit zu bekämpfen.
1990er Jahre
Das Mahl der Arbeit in den 190er Jahren setzte seinen Fokus ebenfalls auf die Themen schlechte Arbeitsbedingungen und Arbeitslosigkeit, die bereits in den 1980er Jahren eine wichtige Rolle spielten. Eine der ersten Diskussionen, die stattfanden, betraf die Situation der Frauen auf dem Arbeitsmarkt.
Es wurde der Kampf der Frauen um gleiche Rechte und Löhne thematisiert. Dabei wurde kritisiert, dass auch in den Gewerkschaften erst spät ein Umdenken stattfand, was sich wiederum in den Tarifforderungen deutlich zeigte. Die Forderung nach gleicher Bezahlung und Chancengleichheit für Frauen war ab den 1990er Jahren ein zentrales Anliegen. Ein weiteres wichtiges Thema war die Einführung der 35-Stunden-Woche, die breit diskutiert wurde. Es wurde über Arbeitszeitmodelle und deren Auswirkungen auf die Beschäftigungssituation debattiert.
Ab 1993 rückten die Tarifauseinandersetzungen zwischen Ost und West verstärkt in den Fokus. Die Integration der neuen Bundesländer in das tarifliche Gefüge und die Angleichung der Arbeitsbedingungen waren von großer Bedeutung. Auch Arbeitslosigkeit war eines der zentralen Themen. Während Bund und Arbeitgeber keine überzeugenden oder arbeitnehmerfreundlichen Konzepte vorlegten, wiesen die Gewerkschaften auf die europäischen Strukturhilfen hin, die Umschulungen und Maßnahmen zur Integration sozial Benachteiligter sowie zur beruflichen und wirtschaftlichen Selbstständigkeit von Frauen finanzierten. Diese Maßnahmen sollten der Arbeitslosigkeit entgegenwirken.

## Festredner
| Jahr | Redner                                                                                             | Thema                                                                               |
| 2011 | Klaus Beck                                                                                         | „Arbeitnehmerfreizügigkeit – Wie verändert sich der deutsche Arbeitsmarkt?“         |
| 2012 | Michael Sommer DGB-Bundesvorsitzender                                                              | „Gute Arbeit in Europa – gerechte Löhne, soziale Sicherheit!“                       |
| 2013 | Wolfgang Uellenberg-van Dawen ver.di-Bundesvorstand                                                | „Inkassobüro der Finanzmärkte oder Sozialunion? - Welches Europa wollen wir?“       |
| 2014 | Hans-Jürgen Urban Geschäftsführendes Vorstandsmitglied der IG Metall                               | „Soziales Europa statt Wirtschaftsunion“                                            |
| 2015 | Kenan Kolat Sprecher des Verbandes für interkulturelle Wohlfahrtspflege, Empowerment und Diversity | „Einwanderungsgesellschaft – Chancen und Konflikte – Ein realistischer Blickwinkel“ |
| 2016 | Yasmin Fahimi Staatssekretärin im Bundesministerium für Arbeit und Soziales                        | „Mitbestimmung in der Arbeitswelt von morgen“                                       |
| 2017 | Aram Ali angehender Jurist und aktiver IG Metaller aus Hannover                                    | „Angekommen in Deutschland – Chancengerechtigkeit in der Einwanderungsgesellschaft“ |
| 2018 | Rudolf Hickel Institut Arbeit und Wirtschaft (IAW) der Universität Bremen                          | „200 Jahre Karl Marx - Zur Aktualität des Grundwiderspruchs Arbeit und Kapital“     |
| 2019 | Paul Nemitz Generaldirektion Justiz u. Verbraucher der Europäischen Kommission                     | „Mehr Demokratie wagen – in Europa!“                                                |
| 2020 | Ausfall aufgrund von Corona                                                                        | Ausfall aufgrund von Corona                                                         |
| 2021 | Lisa Marie Herzog Universität Groningen, Zentrum für Philosophie, Politik und Ökonomie             | „Wie lässt sich Mitbestimmung und Solidarität in der digitalen Welt organisieren?“  |
| 2022 | Bettina Kohlrausch Wissenschaftlerin, Direktorin des WSI der Hans-Böckler-Stiftung                 | „Welche Rechte braucht der arbeitende Souverän?“                                    |